# Марк Гікмен
Марк Гікмен (англ. Mark Hickman, 22 серпня 1973) — австралійський хокеїст на траві.
Олімпійський чемпіон 2004 року.
Переможець Ігор Співдружності 1998, 2002 років.
Срібний призер Чемпіонату світу 2002 року.
Срібний призер Трофею чемпіонів 2001, 2003 років, бронзовий призер 1998 року.